# Miss Bolivia 2005
La 26.ª edición del certamen Miss Bolivia, correspondiente al año 2005 en la ciudad de Santa Cruz de la Sierra. Concursantes de los nueve departamentos bolivianos compitieron por este título de belleza. Al finalizar la velada, la Miss Bolivia 2004, Paola Andrea Abudinen, entregó la corona a su sucesora Desiree Durán. 

## Ganadoras
| Resultado Final            | Departamento       | Candidatata              |
| -------------------------- | ------------------ | ------------------------ |
| Miss Bolivia Universo      | - Srta. Litoral    | - Desirée Durán Morales  |
| Miss Bolivia Mundo         | - Miss Litoral     | - Viviana Méndez Rivero  |
| Miss Bolivia Internacional | - Miss Santa Cruz  | - Gretel Stehli Parada   |
| Primera Finalista          | - Srta. Santa Cruz | - Carolina López         |
| Segunda Finalista          | - Miss Tarija      | - Dalia Lema Lopez       |
| Tercera Finalista          | - Miss La Paz      | - Sandra Alcázar Alvarez |

## Jurado Calificador
- Todos ellos elegirán a la sucesora de Andrea Abudinen
• Luis Fernando Morales, Gerente de Cervecería Boliviana Nacional.
• Jimena Rico Toro Gamarra, Miss Cochabamba y Miss Bolivia Mundo 2000, Obtuvo el título de “Mejor Sonrisa” y “Portadora de la Paz” en el certamen “World Miss University” en Seúl, Corea 2000. Se ubicó como “Segunda Princesa” y “Miss Sobresaliente” del Reinado del Mar Internacional 2001- Santa Martha, Colombia .
• Antonio Vergara Olmos, graduado en Turismo Internacional y en Relaciones Públicas en Suiza, Presidente de la Organización Miss Maja Mundial.
•Elke Groterhorst Pacheco , fue Srta. Santa Cruz 1996; Miss Bolivia Internacional 1996; Top 15 - finalista en “Miss Internacional 1996” Japón, finalista en “Queen of the World 1996” en Alemania. Licenciada en Economía, vive actualmente en Alemania y trabaja en Allianz Global Investors, como jefe de auditoría y consultoría internacional.
• Gral. Moisés Shiriqui, Alcalde de la ciudad de Trinidad, Beni. 
• Edson Jáuregui, licenciado en Comunicación con Maestría en Administración de Empresas y Mercadotecnia, es Gerente de Ventas de American Airlines en Bolivia. 
• Luis Alberto Velasco Perrogón, más conocido como Quito Velasco, diseñador de interiores hace 20 años, está ligado a la belleza, creando las escenografías y decoraciones de fantasía para el carnaval. 
• Danilo Olmos Tejada, comunicador social, gerente-propietario de Canal 30 Tv-Sur Unitel-Tarija y Radio Global FM 105.5. y presidente de la Cámara Departamental de Medios de Comunicación de Tarija. Todos ellos elegirán a la sucesora de Andrea Abudinen. 
Otros invitados
• Claudia Heredia de Suárez, Notaria de Fe Pública.
• Roberto Angeleli, presentador del programa “De Mañanita” de la cadena Hispana Telemundo. Maestro de ceremonia de Miss Colombia, Miss Mundo Latino en Canadá y del Festival de la OTI en Ecuador. El será el presentador del Miss Bolivia 2005.
• Susana Barrientos, virreina en el certamen “Nuestra Belleza Internacional 96”, Miss Santa Cruz 1998; Miss Bolivia Universo 1998, obtuvo la corona de Reina Sudamericana en 1998. Ella será la presentadora del Miss Bolivia 2005

## Títulos Previos
| Títulos       | Departamento       | Candidatata      |
| ------------- | ------------------ | ---------------- |
| Chica AeroSur | - Srta. Santa Cruz | - Carolina López |

## Candidatas
19 candidatas lucharon por la corona
| Departamento     | Candidatas                  | Edad    | Estatura    | Estudios                                  |
| ---------------- | --------------------------- | ------- | ----------- | ----------------------------------------- |
| Miss Amazonia    | Natali Velasco Leigue       | 18 años | 1,73 metros | Primer semestre de Derecho                |
| Miss Beni        | Mina Teresa Abularach       | 23 años | 1,76 metros | Cuarto año de Administración de Empresas  |
| Srta. Beni       | Karina Rocha Ribera         | 24 años | 1,70 metros | Cuarto año de Auditoría                   |
| Miss Chuquisaca  | Vanesa Iñiguez Herrera      | 18 años | 1,69 metros | Primer año de medicina                    |
| Srta. Chuquisaca | Laura Maturano              | 18 años | 1,65 metros | Estudiante                                |
| Miss Cochabamba  | Kim Bartholdi Jofré         | 18 años | 1,70 metros | 4º de Secundaria                          |
| Srta. Cochabamba | Katrin Molina               | 23 años | 1,65 metros | Estudiante                                |
| Miss La Paz      | Sandra Alcázar Álvarez      | 18 años | 1,74 metros | Estudiante de Administración de Empresas. |
| Stra. La Paz     | Daniela Nava                | 21 años | 1,70 metros | Estudiante de Relaciones Internacionales  |
| Miss Litoral     | Viviana Méndez Rivero       | 19 años | 1,76 metros | Segundo semestre de Ingeniería Civil      |
| Srta. Litoral    | María Desirée Durán Morales | 19 años | 1,76 metros | Tercer semestre de Ingeniería Petrolera   |
| Miss Oruro       | Brisa Espinoza Peralta      | 22 años | 1,70 metros |                                           |
| Srta. Oruro      | Tatiana Pimentel            |         |             |                                           |
| Miss Pando       | Ana Carla Becerra Cuéllar   |         |             |                                           |
| Miss Potosi      | Nivia Vidaurre              |         |             |                                           |
| Srta. Potosi     | Maribel Mariscal            |         |             |                                           |
| Miss Santa Cruz  | Gretel Stehli Parada        | 21 años | 1,76 metros | Cuarto semestre de medicina               |
| Srta. Santa Cruz | Carolina López              | 19 años | 1,75 metros | Tercer semestre de Derecho                |
| Miss Tarija      | Dalia Lema Lopez            |         |             |                                           |